# Formula 17
Formula 17 (17歲的天空; Pinyin: shí qī suì de tiān kōng) è un film taiwanese del 2004 diretto da Chen Yin-jung. 
Si tratta di una commedia romantica incentrata su un'avventura estiva del protagonista che, durante le vacanze scolastiche, intraprende un viaggio verso Taipei per conoscer per la prima volta di persona il ragazzo gay con cui aveva chattato l'intero anno passato; non bastandogli più quella relazione virtuale online, cerca di trasferirla nella vita reale. Viene ospitato nella camera presa in affitta da un amico di vecchia data che abita nella capitale.
Il film descrive le sue avventure, quelle del compagno di camera e dei suoi amici, ed il sorprendente rapporto che viene ad intrattenere con un noto playboy desiderato da tutti.

## Trama
T'ien-tsai prende il treno e va a Taipei per conoscer di persona un amico conosciuto su internet in una chat-gay. Essendo un ragazzo molto romantico e sognatore, crede fermamente nell'esistenza del "grande Amore", quello con la A maiuscola (porta con sé persino un libro intitolato Love is a Kind of Faith). Ovviamente rimane molto deluso quando il conoscente gli propone di fare semplice sesso, senza alcuna implicazione sentimentale.
In un bar gay dov'è andato quella sera accompagnato dall'ex compagno di classe, Yu, incontra (e si scontra) con Tie Nan, noto per esser un rubacuori senza scrupoli, a cui nessun ragazzo è mai riuscito a resistere; ed anche T'ien-tsai ne rimane immediatamente soggiogato.
Dopo T'ien riesce a trovar un lavoro per mantenersi in città, come assistente in una piscina; nel frattempo continua a vedersi con Tie Nan. Ma il ragazzo si trova ad aver un problema che lo assilla e non lo lascia tranquillo, difatti ha una gran paura di non esser bravo a baciare: anzi non ne è proprio capace. Corre allora immediatamente dallo psicologo per sottoporgli il problema: "Non so come si fa a baciare una persona! Mi può aiutare?"
Gli viene consigliato di fare pratica da solo davanti allo specchio, baciare appassionatamente la propria immagine riflessa può difatti costituir un ottimo allenamento; dopo lo specchio continuerà ad impratichirsi con un manichino di plastica. Continua però ad esser ancora abbastanza insicuro di sé stesso, tanto che prova a chieder all'amico se vuol insegnargli lui a baciare; però alla prova dei fatti entrambi si bloccano e non riescono (l'uno ad insegnar, l'altro ad imparar, la difficile arte del bacio).
Una notte, preso il coraggio a due mani, T'ien si presenta davanti alla casa di Tie Nan: viene visto da questi, invitato ad entrare e finiscono col trovarsi a letto l'uno tra le braccia dell'altro. Fedele alla sua natura di playboy incallito, a partire dal giorno seguente sparisce letteralmente e non si fa più trovare dal povero T'ien, che inizia a soffrir atrocemente di pene d'amore.
T'ien non è ancora venuto a conoscenza della difficile storia che Tie Nan ha alle spalle (tutti i suoi problemi di fedeltà derivan proprio dalle vicende subite nel suo passato); d'altra parte T'ien gli ha donato la propria verginità, con tutto il cuore, e non si rassegna a perderlo. Però le cose non si sbloccano.
T'ien s'appresta a lasciar Taipei per tornarsene a casa. Frattanto gli amici i T'ien incontrano Tie Nan per la strada e lo pregano di non lasciar andar via così T'ien senza neanche dargli un briciolo di spiegazione. Tie Nan inizialmente fa resistenza, ma viene infine costretto a confidarsi con loro: un giorno, quand'era ancora un ragazzino, un indovino gli disse che lui era maledetto e che tutto quel che avesse amato gli si sarebbe rivoltato contro finendo in briciole davanti a lui.
È stata questa profezia maligna a trasformare Tie Nan in un dongiovanni senza cuore, l'uomo di una notte, freddo e scostante, perdendo via via sempre più la capacità d'amare veramente. Innamorarsi di T'ien per lui è stata una sorpresa che l'ha colto alla sprovvista ma, temendo di causargli involontariamente danno, l'ha subito allontanato. Prega silenziosamente che gli possa venir concessa una seconda possibilità.
Siamo alla conclusione, T'ien sta per entrar alla stazione che lo riporterà al suo paesello di campagna; Tie Nan lo scorge da lontano e cerca di chiamarlo, ma il ragazzo sembra non accorgersene. Mentre sta per attraversare la strada di corsa non s'accorge d'un'automobile che giunge veloce dalla corsia opposta: per un soffio viene salvato da Tie Nan che a rischio della sua stessa vita s'è gettato in mezzo alla strada. Cadono l'uno sopra l'altro, si guardano negli occhi e, sorridendo, dopo essersi alzati s'allontanano assieme con Tie Nan che porta in spalla T'ien (s'è infatti slogato una caviglia).
Ferito ma felice, T'ien è riuscito veramente a trovare il grande amore nella grande città, proprio come aveva tanto sperato e sognato fin dall'inizio.